# 1890 w sztukach plastycznych
Wydarzenia w sztukach plastycznych i wizualnych w 1890 roku.

## Wydarzenia
- Claude Monet kupił dom w Giverny[1].

## Malarstwo

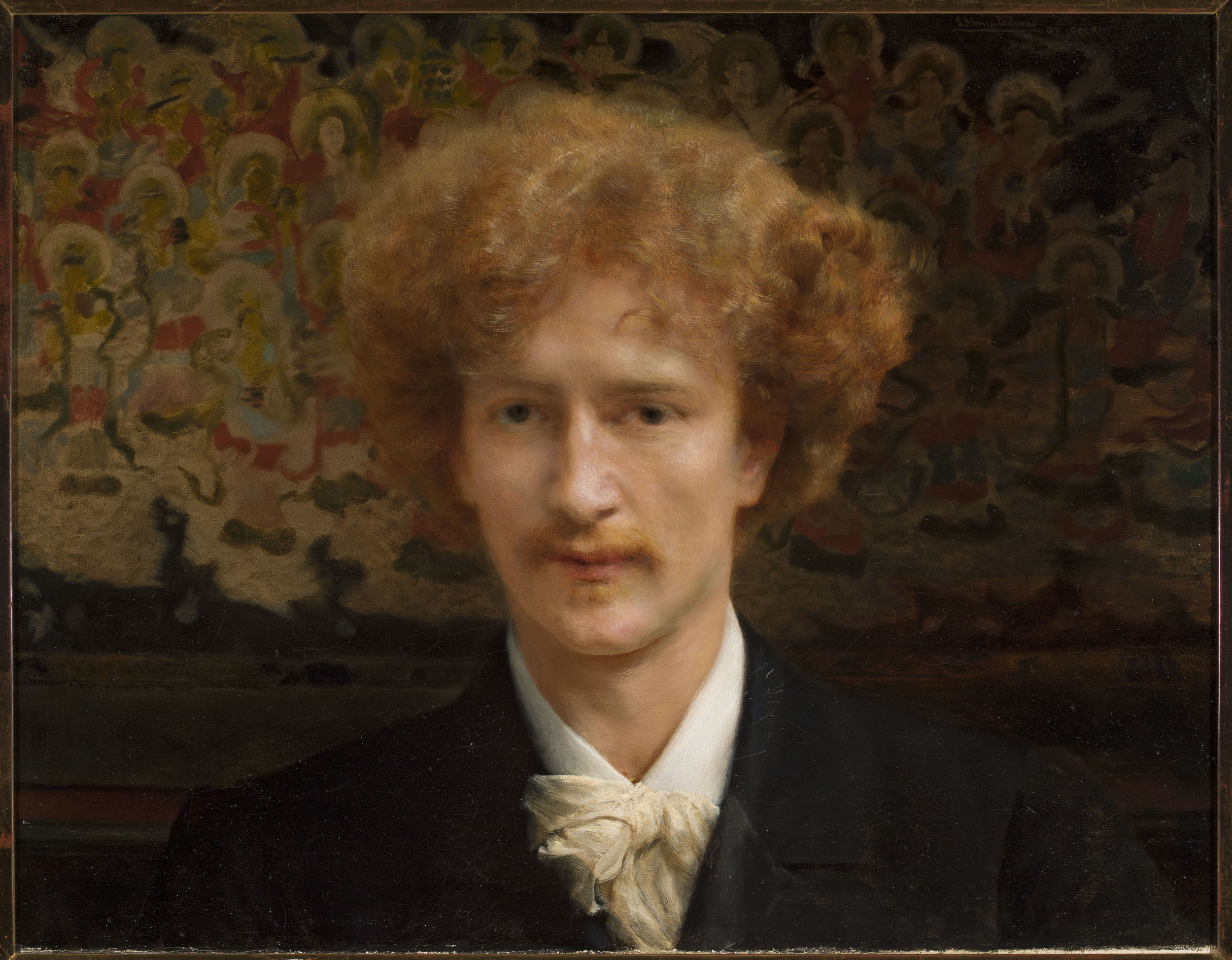
Lawrence Alma-Tadema, Portret Ignacego Jana Paderewskiego

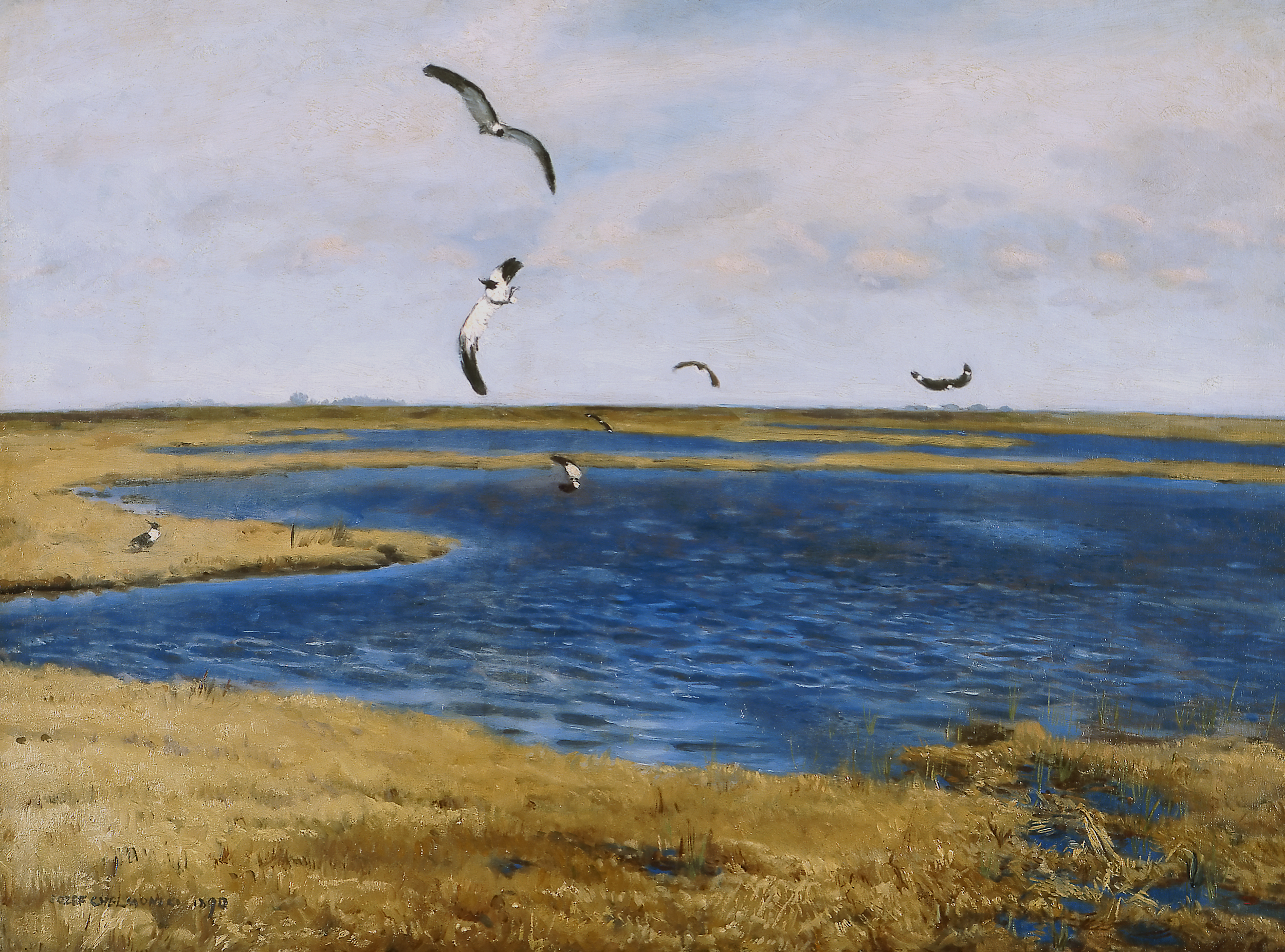
Józef Chełmoński, Czajki

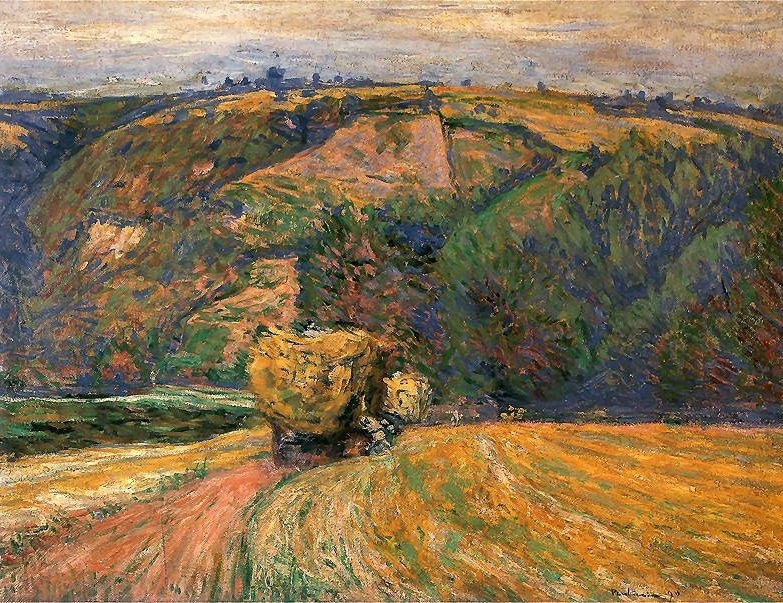
Józef Pankiewicz, Wóz z sianem

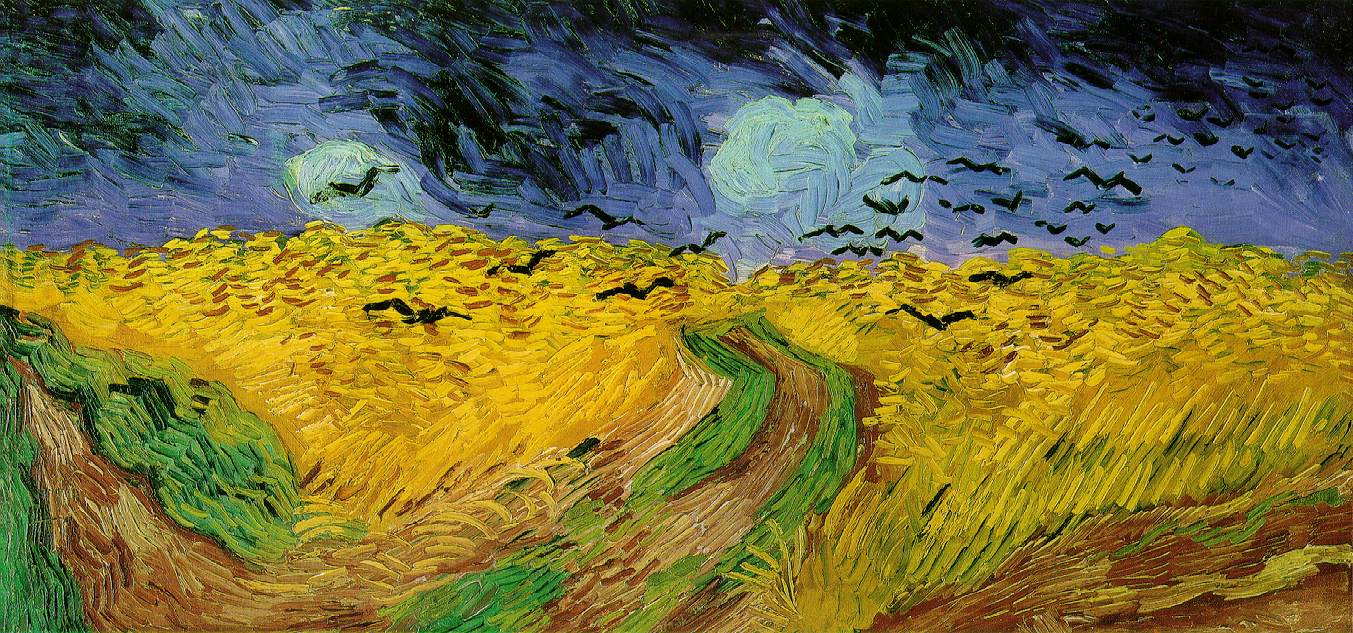
Vincent van Gogh, Kruki nad polem zboża

- Lawrence Alma-Tadema

Portret Ignacego Jana Paderewskiego (1860–1941) – olej na płótnie, 45,5×59 cm
- Józef Chełmoński

Czajki – olej na płótnie, 59x80 cm
- Edgar Degas

Konie i dżokeje
- James Ensor

Intryga – olej na płótnie, 89,5 na 149 cm
- Julian Fałat

Powrót z polowania na saniach (ok. 1890) – olej na dykcie, 37x66 cm
Oszczepnicy – akwarela na papierze, 71x53 cm
- Paul Gauguin

Martwa natura z pomarańczami
- Vincent van Gogh

Kościół w Auvers (czerwiec, Auvers) – olej na płótnie, 94x74 cm
Sjesta (według Milleta, styczeń, Saint-Remy) – olej na płótnie, 73x91 cm
Kwitnące gałęzie migdałowca (luty, Saint-Remy) – olej na płótnie, 73,5x92 cm
Chata chłopska w Cordeville (czerwiec, Auvers-sur-Oise) – olej na płótnie, 72x91 cm
Droga z cyprysem i gwiazdą (maj, Auvers-sur-Oise) – olej na płótnie, 92x73 cm
Miłosierny Samarytanin (według Delacroix, maj, Saint-Remy) – olej na płótnie, 73x60
Chłopka w słomkowym kapeluszu siedząca wśród zboża (koniec czerwca, Auvers-sur-Oise) – olej na płótnie, 92x73 cm
Portret dr Gacheta (czerwiec, Auvers-sur-Oise) – olej na płótnie, 67x56 cm
Kruki nad polem zboża (lipiec, Auvers-sur-Oise) – olej na płótnie, 50,5x103 cm
Uliczka w Auvers (maj, Auvers-sur-Oise) – olej na płótnie, 73x92 cm
Chaty chłopskie w Chaponval (lipiec, Auvers-sur-Oise) – olej na płótnie, 65x81 cm
- Ivana Kobilca

Lato – olej na płótnie, 180x141,5 cm
- Józef Pankiewicz

Wóz z sianem
Lato
- Camille Pissarro

Hyde Park
- Władysław Podkowiński

Martwa natura z czerwoną książką, olej na płótnie, 33×41cm
- Georges Seurat

La Chahut
- Leon Wyczółkowski

Połów o świcie, olej na płótnie, 50,5×62,5cm

## Rzeźba
- Auguste Rodin

Rozpacz, posąg do Bramy piekieł

## Urodzeni
- 7 kwietnia – Adam Styka (zm. 1959), polski malarz
- 27 sierpnia – Man Ray (zm. 1976), amerykański fotograf i reżyser

## Zmarli
- 25 stycznia – Antonio Salviati (ur. 1816), włoski wytwórca szkła artystycznego i przedsiębiorca
- 19 maja – Rudolf Freitag (ur. 1805), niemiecki rzeźbiarz, kolekcjoner sztuki i pedagog
- 20 lipca – Richard Wallace (ur. 1818), brytyjski kolekcjoner sztuki
- 29 lipca – Vincent van Gogh (ur. 1853), holenderski malarz
- 21 sierpnia – Charles West Cope (ur. 1811), angielski malarz